# Carl-Felix de Schlichtegroll
Carl-Felix de Schlichtegroll, né le 13 janvier 1862 à Gross-Behnkenhagen, arrondissement de Grimmen et mort le 29 juin 1946 à Volsrade (Mecklembourg), est un écrivain, romancier et essayiste allemand.

## Biographie
Carl-Felix de Schlichtegroll devient le premier commentateur de Leopold von Sacher-Masoch dès 1901, affirmant avoir été son secrétaire privé vers 1887-1895. Ses ouvrages les plus connus sont : Wanda sans masque et sans fourrure (Leipzig, 1906), dans lequel il se veut avocat ardent et rigoureux défenseur de Leopold von Sacher-Masoch tout en attaquant l'autobiographie de Wanda von Sacher-Masoch, et Sacher-Masoch und der Masochismus (1901), deux ouvrages dans lesquels les biographes français de Wanda puisent de nombreux renseignements.
Par ailleurs, il manifeste dans ces deux écrits des sentiments antisémites, en complète contradiction avec les idéaux exprimés par Leopold et Wanda von Sacher-Masoch.

## Œuvres
- [généalogie] Porträtgalerie der regierenden Fürsten und Fürstinnen Europas, écrit avec Edmund von Zoller, Stuttgart, 1889-1892
- Afrikas Semiramis, roman écrit à quatre mains en collaboration avec Leopold von Sacher-Masoch, Dresde, Verlag von H. R. Dohrn, 1901
- Die Tempera-Malerei Pereira, Leipzig, E. Haberland, 1897
- Lady Hamilton: Eine Studie, Leipzig, Leipziger Verlag, [1901]
- Sacher-Masoch und der Masochismus. Litterarhistorische und kulturhistorische Studien, Dresden, Dohrn, 1901
- „Wanda“ ohne Maske und Pelz, Leipzig, Leipziger Verlag, 1906
- [roman] Die Venuspeitsche, Leipzig, Leipziger Verlag, 1906
- Gilles de Rais. Das Urbild des Blaubart, Leipzig, Leipziger Verlag, [1908]
- « Liebesleben im klassischen Altertum » in Das Liebesleben aller Zeiten und Völker, vol. II, Leipzig, 1909
- Geschichte des Flagellantismus : unter besonderer Berücksichtigung der Religionsgebräuche, des Erziehungswesens, der Sklaverei, der Strafrechtspflege und verwandter Materien, Leipzig, Wigand, 1913.
- Georg Friedrich Collas (pseud.), Der Flagellantismus im Altertum, Leipzig, Wigand, 1913, rééd. en 1932

### Traduction en français
- Wanda sans masque et sans fourrure suivi de Nouvelles confessions de Wanda de Sacher-Masoch, Paris, Claude Tchou, 1968